# Алексеевское сельское поселение (Любинский район)
Алексеевское се́льское поселе́ние — муниципальное образование в Любинском районе Омской области Российской Федерации.
Административный центр — село Алексеевка.

## История
Статус и границы сельского поселения установлены Законом Омской области от 30 июля 2004 года № 548-ОЗ «О границах и статусе муниципальных образований Омской области».

## Население
| 2010  | 2011  | 2012  | 2013  | 2014  | 2015  | 2016  |
| ----- | ----- | ----- | ----- | ----- | ----- | ----- |
| 2319  | ↗2320 | ↘2273 | ↘2264 | ↘2214 | ↘2157 | ↘2130 |
| 2017  | 2018  | 2019  | 2020  | 2021  | 2023  |       |
| ↘2104 | ↘2100 | ↘2086 | ↘2052 | ↘2015 | ↘1971 |       |

## Состав сельского поселения
| № | Населённый пункт         | Тип населённого пункта             | Население |
| - | ------------------------ | ---------------------------------- | --------- |
| 1 | 2624 км                  | железнодорожный остановочный пункт | 1         |
| 2 | Алексеевка               | село, административный центр       | 1314      |
| 3 | Алексеевский             | посёлок                            | 216       |
| 4 | Алексеевское Лесничество | посёлок                            | 7         |
| 5 | Голубки                  | деревня                            | 56        |
| 6 | Драгунский               | посёлок                            | 558       |
| 7 | Малая Черноостровка      | деревня                            | 61        |
| 8 | Первомайский             | посёлок                            | 24        |
| 9 | Щучье                    | посёлок                            | 82        |